# Wormingford
Wormingford är en by och en civil parish i Colchester i Storbritannien. Den ligger i grevskapet Essex och riksdelen England, i den sydöstra delen av landet, 80 km nordost om huvudstaden London. Orten har 459 invånare (2001). Den har en kyrka.